# 대명항로
대명항로(Daemyeonghang_ro)는 경기도 김포시 양촌읍 양곡리 양곡우회도로사거리와 경기도 김포시 대곶면 약암리 초지대교를 잇는 도로이다.

## 연혁
- 2009년 12월 17일: 도로명으로 대명항로를 고시

## 주요 경유지
경기도
- 김포시 (양촌읍 - 대곶면)

## 통과하는 도로
- 양곡우회로
- 김포한강10로
- 소래로

## 주요 건물 및 시설
- 경기무역공사 (경기도 김포시 대곶면 대명항로 518)